# Вангберг, Симен
Симен Сёранет Вангберг (норв. Simen Søraunet Wangberg; 6 мая 1991, Тронхейм, Норвегия) — норвежский футболист, выступавший на позиции защитника.

## Клубная карьера
Вангберг — воспитанник клуба «Русенборг» из своего родного города. 13 сентября 2009 года в матче против «Стабека» он дебютировал в Типпелиге. В своём дебютном сезоне Симен стал чемпионом Норвегии, а спустя год повторил успех. В начале 2011 года для получения игровой практики Вангберг на правах аренды перешёл в «Ранхейм». 10 апреля в матче против «Хам-Кама» он дебютировал ОБОС-лиге. После окончания аренды Вангберг вернулся в «Русенборг». 3 июля в поединке против «Сарпсборг 08» Симен забил свой первый гол за команду.
Летом 2012 года Вангберг перешёл в «Бранн». 24 августа в матче против «Одда» он дебютировал за новую команду. 2 сентября в поединке против «Мольде» Симен забил свой первый гол за «Бранн».
В начале 2014 года Вангберг перешёл в «Тромсё». 6 апреля в матче против «Фредрикстада» он дебютировал за новый клуб. 31 августа в поединке против «Альта» Симен забил свой первый гол за «Тромсё». По итогам сезона он помог клубу выйти в элиту. 6 апреля 2015 года в матче против «Сарпсборг 08» Симен дебютировал за команду на высшем уровне.
В марте 2016 года продлил контракт с «Тромсё» до 2018 года. 5 декабря 2018 года продлил контракт до конца 2021 года.
5 мая 2021 года перешел в клуб «Стабек» подписав контракт до конца 2023 года. Дебютировал 19 мая в матче Элитсерии против клуба «Одд», заменив в конце матча Стурла Оттесена. После сезона 2023 принял решение завершить футбольную карьеру, перейдя на должность координатора команды.

## Достижения
«Русенборг»
- Чемпион Норвегии (2): 2009, 2010

«Тромсё»
- Победитель Первого дивизиона: 2020